# Владан Матић
Владан Матић (Шабац, 28. април 1970) је бивши југословенски и српски рукометаш, а тренутно рукометни тренер. Са репрезентацијом СР Југославије је освојио бронзану медаљу на светским првенствима 1999. у Египту и 2001. у Француској.

## Каријера
У својој каријери играо је за Металопластику, Црвену звезду, Партизан (у два наврата) и Пик Сегед. У Пик Сегеду где је и завршио играчку, Матић је започео своју тренерску каријеру. 2009. је био помоћни тренер у репрезентацији Мађарске, а затим је од 2009. до 2011. водио Ференцварош. У априлу 2011. постао је тренер Цеља Пивоварне Лашко.